# Montilly-sur-Noireau
Montilly-sur-Noireau és un municipi francès situat al departament de l'Orne i a la regió de Normandia. L'any 2007 tenia 760 habitants.

## Demografia

### Població
El 2007 la població de fet de Montilly-sur-Noireau era de 760 persones. Hi havia 302 famílies de les quals 66 eren unipersonals (37 homes vivint sols i 29 dones vivint soles), 114 parelles sense fills, 114 parelles amb fills i 8 famílies monoparentals amb fills.
La població ha evolucionat segons el següent gràfic:
Habitants censats

### Habitatges
El 2007 hi havia 347 habitatges, 309 eren l'habitatge principal de la família, 11 eren segones residències i 28 estaven desocupats. Tots els 346 habitatges eren cases. Dels 309 habitatges principals, 249 estaven ocupats pels seus propietaris, 53 estaven llogats i ocupats pels llogaters i 6 estaven cedits a títol gratuït; 1 tenia una cambra, 12 en tenien dues, 45 en tenien tres, 109 en tenien quatre i 141 en tenien cinc o més. 189 habitatges disposaven pel capbaix d'una plaça de pàrquing. A 109 habitatges hi havia un automòbil i a 180 n'hi havia dos o més.

### Piràmide de població
La piràmide de població per edats i sexe el 2009 era:
| Homes | Edats   | Dones |
| ----- | ------- | ----- |
| 0     | 95 o +  | 0     |
| 0     | 90 a 94 | 0     |
| 0     | 85 a 89 | 4     |
| 4     | 80 a 84 | 4     |
| 24    | 75 a 79 | 4     |
| 4     | 70 a 74 | 16    |
| 20    | 65 a 69 | 28    |
| 24    | 60 a 64 | 8     |
| 12    | 55 a 59 | 16    |
| 28    | 50 a 54 | 20    |
| 12    | 45 a 49 | 24    |
| 44    | 40 a 44 | 28    |
| 32    | 35 a 39 | 20    |
| 32    | 30 a 34 | 36    |
| 40    | 25 a 29 | 24    |
| 12    | 20 a 24 | 4     |
| 20    | 15 a 19 | 36    |
| 32    | 10 a 14 | 40    |
| 16    | 5 a 9   | 32    |
| 44    | 0 a 4   | 28    |

## Economia
El 2007 la població en edat de treballar era de 489 persones, 367 eren actives i 122 eren inactives. De les 367 persones actives 329 estaven ocupades (181 homes i 148 dones) i 38 estaven aturades (14 homes i 24 dones). De les 122 persones inactives 57 estaven jubilades, 39 estaven estudiant i 26 estaven classificades com a «altres inactius».

### Ingressos
El 2009 a Montilly-sur-Noireau hi havia 300 unitats fiscals que integraven 774,5 persones, la mediana anual d'ingressos fiscals per persona era de 17.321 €.

### Activitats econòmiques
Dels 17 establiments que hi havia el 2007, 1 era d'una empresa de fabricació de material elèctric, 1 d'una empresa de fabricació d'altres productes industrials, 6 d'empreses de construcció, 3 d'empreses de comerç i reparació d'automòbils, 1 d'una empresa de transport, 1 d'una empresa d'hostatgeria i restauració, 1 d'una empresa d'informació i comunicació, 1 d'una empresa de serveis, 1 d'una entitat de l'administració pública i 1 d'una empresa classificada com a «altres activitats de serveis».
Dels 5 establiments de servei als particulars que hi havia el 2009, 2 eren tallers de reparació d'automòbils i de material agrícola, 2 fusteries i 1 restaurant.
L'any 2000 a Montilly-sur-Noireau hi havia 14 explotacions agrícoles que ocupaven un total de 520 hectàrees.

## Equipaments sanitaris i escolars
El 2009 hi havia una escola elemental.

## Poblacions més properes
El següent diagrama mostra les poblacions més properes.